# Diocese de Tarahumara
A Diocese de Tarahumara (em latim: Dioecesis Tarahumarensis) é uma diocese da Igreja Católica localizada no município de Guachochi, no estado de Chihuahua, pertencente a Arquidiocese de Chihuahua no México. Foi fundada em 6 de maio de 1950 pelo Papa Pio XII como Missão Sui Iuris de Tarahumara. Com uma população católica de 170.000 habitantes, sendo 84,0% da população total, possui 17 paróquias com dados de 2021.

## História
Em 6 de maio de 1950 o Papa Pio XII cria a Missão Sui Iuris de Tarahumara através do território da Diocese de Chihuahua. Em 1958 a missão sui iuris é elevado a Vicariato Apostólico de Tarahumara. Em 1992 o Vicariato apostólico de Tarahumara juntamente com a Arquidiocese de Chihuahua perdem território para a formação da Diocese de Parral. Em 1993 o vicariato apostólico é elevado a Diocese de Tarahumara.

## Lista de bispos
A seguir uma lista de bispos desde a criação do vicariato apostólico em 1958.
|                                    | Nome                                  | Período              | Notas                    |
| Bispos de Tarahumara               | Bispos de Tarahumara                  | Bispos de Tarahumara | Bispos de Tarahumara     |
| ---------------------------------- | ------------------------------------- | -------------------- | ------------------------ |
| 3º                                 | Juan Manuel González Sandoval, M.N.M. | 2017 - atual         |                          |
| 2º                                 | Rafael Sandoval Sandoval, M.N.M.      | 2005 - 2015          | Nomeado bispo de Autlán  |
| 1º                                 | José Luis Dibildox Martínez           | 1993 - 2003          | Nomeado bispo de Tampico |
| Vigários apostólicos de Tarahumara |                                       |                      |                          |
| 2º                                 | José Alberto Llaguno Farias, S.J.     | 1975 - 1992          |                          |
| 1º                                 | Salvador Martínez Aguirre, S.J.       | 1958 - 1973          |                          |